# Tribelos fusicornis
Tribelos fusicornis är en tvåvingeart som först beskrevs av Malloch 1915.  Tribelos fusicornis ingår i släktet Tribelos och familjen fjädermyggor. Inga underarter finns listade i Catalogue of Life.